# Brahim Ghali

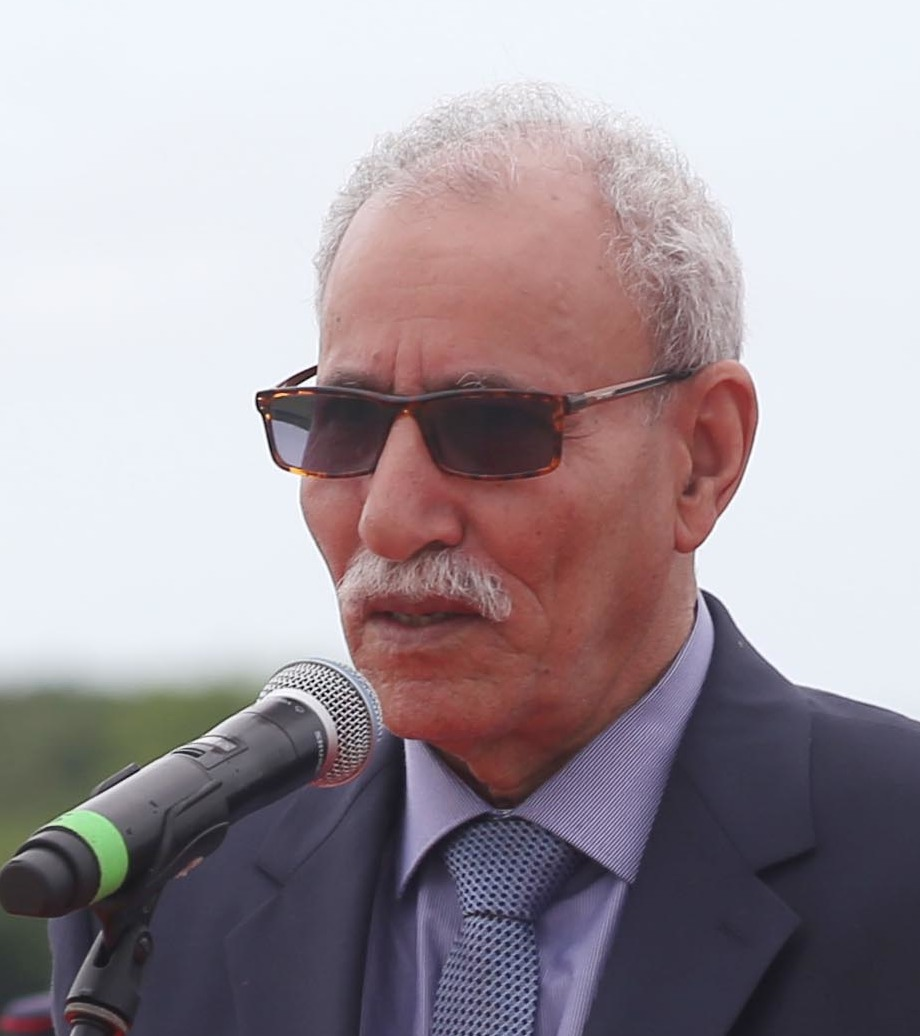
Brahim Ghali, 2019

Brahim Ghali, arabisch إبراهيم غالي, DMG Ibrāhīm Ġālī, auch Ibrahim Ghali, (* 19. August 1949 in Smara) ist ein westsaharischer Politiker (Frente Polisario) und seit 2016 Präsident der Demokratischen Arabischen Republik Sahara.

## Leben
Brahim Ghali war Mitglied der Tropas Nómadas, der Kolonialtruppen der Spanischen Sahara (heute Westsahara). 1973 gehörte er zu den Gründern der Frente Polisario, deren erster Generalsekretär er von Mai 1973 bis August 1974 war. Er war Verteidigungsminister der ersten Regierung der Demokratischen Arabischen Republik Sahara (DARS) und bekleidete mehrere hohe Positionen der Polisario und der DARS.
Nach dem Tod von Mohamed Abdelaziz wurde er am 9. Juli 2016 zum Generalsekretär der Frente Polisario und zum Präsidenten der DARS  gewählt. Im Januar 2023 wurde er als Präsident wiedergewählt.